# Mark Adamo
Mark Adamo   (Filadèlfia, 1962) és un compositor, llibretista i professor de composició musical a la Universitat de Nova York's Escola de Cultura, Educació Steinhardt i Desenvolupament Humà. Va néixer a Filadèlfia.

## Carrera
Mentre que ha compost la cantata simfònica "Late victorians", "Four Angels: Concerto per a arpa i orquestra", i sis obres corals importants, l'obra principal del compositor ha estat per al teatre d'òpera: el compositor i libretista de la molt apreciada Little Women, va exercir com a compositor en residència per a l'Òpera de la ciutat de Nova York des del 2001 fins al 2006 i la companyia va donar a "East Coast" l'estrena de la seva nova òpera, Lysistrata o La deessa nuda, del març a l'abril del 2006. Lysistrata va sorgir com "una suntuosa història d'amor, entre la comèdia i el desconcert" segons Alex Ross del The New Yorker, va ser l'última missió de David Gockley per a la "Houston Grand Opera", que va donar l'estrena mundial el 4 de març del 2005. Des de la seva estrena 1998 per "Houston Grand Opera", Little Women s'ha escoltat en més de seixanta-cinc compromisos internacionals, incloent un telescopi de la sèrie PBS "Great Performances" a PBS Agost de 2001. L'òpera es va estrenar a l'Àsia el maig del 2005, quan la producció de l'obra de la Ciutat de Nova York va ser escollida com a exposició dels Estats Units per a l'Exposició Mundial a Tòquio i Nagoya; L'Òpera Estatal de Austràlia del Sud va donar l'estrena australiana al Festival d'Adelaida el maig del 2007, l'"Institut Vocal Arts Internacional" va donar l'estrena israeliana a Tel-Aviv el juliol del 2008, i l'"Òpera Calgary" la va estrenar el gener del 2010.
El gener de 2009, l'òpera de San Francisco va anunciar que havia encarregat a Adamo la composició tant de la partitura com del llibret per a una òpera titulada The Gospel of Mary Magdalene, que, en paraules dels compositors, "es basarà en els evangelis canònics, els evangelis gnòstics i cinquanta anys de beca per re imaginar el Nou Testament a través dels ulls del seu solitari caràcter femení." La companyia va estrenar l'obra el 19 de juny de 2013, amb Michael Christie a la direcció.
Adamo, és resident al municipi de Willingboro, Nova Jersey, va assistir a Holy Cross High School. Va assistir a la Universitat de Nova York, on va rebre la beca Paulette Goddard Remarque per obtenir excel·lents assoliments de pregrau en dramatúrgia. Va obtenir un títol de Llicenciatura en Música cum laude en composició el 1990 per la Universitat Catòlica d'Amèrica de Washington, DC, on va rebre el premi Theodore Presser per un excel·lent assoliment de composició. A l'Opera de Nova York, comissària la sèrie de tallers d'òpera contemporània VOX: "Showcasing American Composers". Adamo va exercir com a mestre d'artista a l'"Atlantic Center for the Arts", al maig de 2003. Ha dirigit produccions de les seves Little Women in Cleveland i Milwaukee, totes dues citades com a les millors proves de música clàssica de l'any per part de "Cleveland Plain Dealer" i el "Milwaukee Journal Sentinel", respectivament; i ha anotat programes per a Stagebill, la "Freer Gallery of Art" i més recentment per a BMG Classics. Les seves crítiques i entrevistes han aparegut a The Washington Post, "Stagebill", "Opera News", "The Star-Ledger" i "The New Grove Dictionary of Music and Musics"; la pàgina del seu lloc web va ser nomenada entre els millors blocs de música per "Arts Journal" el gener del 2008.
Adamo, que és gai, ha viscut amb el seu marit, el compositor John Corigliano a la ciutat de Nova York; els dos van ser casats a Califòrnia per la directora Marin Alsop l'agost del 2008 (abans de la promulgació de la Proposta 8 de Califòrnia 2008).

## Obra

### Òpera
- Little Women (1998)
- Avow, a 10-minute chamber opera (1999)
- Lysistrata, o The Nude Goddess (2005)
- The Gospel of Mary Magdalene (2013)
- Becoming Santa Claus (2015)

### Treballs seleccionats
- "Late Victorians", per a cantant, locutor i orquestra de cambra (1994, rev. 2007: 25 minuts)
- "Four Angels": Concert per arpa i orquestra (2006: 25 minuts)
- "Alcott Music" (de l'òpera Little Women, per a cordes i percussió) (1999, revisada el 2007; 18 minuts)
- "Regina Coeli", per arpa i cordes (2007; 8 minuts)
- "Overture to Lysistrata" per a orquestra (2006: 4 minuts)
- "Garland" per a cor de SSAA, conjunt de piano i piano i cambra (2006; 15 minuts)
- "Cantate Domino: Etude on Psalm 97" (Salm 98) per a cor i piano de SATB amb solista de soprano (1999, rev. 2009: 12 minuts)
- "Matewan Music": tres cançons populars per al cor de SATB a capella amb la soprano solista (1995, rev. 2009; 13 minuts)
- "The Poet Speaks of Praising" per a SATB o TTBB a coral a capella (1995, rev. 2009: 6 minuts)
- "Supreme Virtue," per a doble cap de SATB a capella (1997, rev. 2009: 6 minuts)
- "Pied Beauty" per al cor de SATB a capella (1995, rev. 2009; 4 minuts)
- "God's Grandeur," o SATB choir a capella (1995, rev. 2009; 4 minuts)
- The Racer's Widow". cicle de cinc cançons per a mezzo-soprano, piano i violoncel (2009: 15 minuts)